# Andreas Schmitz (Zoologe)
Andreas Robert Wilfried Schmitz (* 16. März 1971) ist ein deutscher Herpetologe.

## Leben
Schmitz wurde 1995 Mitarbeiter am Zoologischen Forschungsinstitut und Museum Alexander Koenig (ZFMK), Bonn, Deutschland. 1998 diplomierte er mit einer Arbeit über die Systematik und Zoogeographie der Herpetofauna einer Bergregenwaldregion in Kamerun unter der Leitung von Wolfgang Böhme an der Universität Bonn. Von 1998 bis 1999 war er wissenschaftlicher Mitarbeiter bei einem paläontologischen Projekt am Institut für Paläontologie der Universität Bonn. 2003 wurde er mit der Dissertation Taxonomic and phylogenetic studies on scincid lizards (Reptilia: Scincidae) unter der Leitung von Wolfgang Böhme zum Doktor der Naturwissenschaften promoviert. Dafür führte er mehrere Sammelexpeditionen im tropischen Afrika und in Indonesien durch. Seit 2003 ist er Forschungsleiter der herpetologischen Abteilung am Muséum d’histoire naturelle de la Ville de Genève (MHNG), Schweiz.
Schmitz arbeitet an der Systematik, Taxonomie, Phylogenetik und Erhaltung einer Vielzahl von Amphibien- und Reptiliengruppen, insbesondere in Afrika und Südostasien. Ein besonderes Forschungsinteresse von Schmitz gilt der Kamerunlinie im Westen Kameruns, die ein hohes Maß an Endemismus aufweist, da hier Arten im Verlauf von Millionen Jahren auf den verschiedenen Bergen isoliert wurden. Ein weiterer Forschungsschwerpunkt ist Westafrika.

## Dedikationsnamen
Nach Andreas Schmitz sind die Arten Acontias schmitzi und Trapelus schmitzi benannt.

## Liste der von Schmitz beschriebenen Taxa
- Afroedura gorongosa
- Agama lebretoni
- Ameerega boehmei
- Ameerega yungicola
- Boaedon bocagei
- Boaedon branchi
- Boaedon fradei
- Cacosternum aggestum
- Cacosternum australis
- Cacosternum kinangopensis
- Cacosternum nanogularum
- Cacosternum rhythmum
- Cardioglossa alsco
- Cardioglossa occidentalis
- Cophoscincopus greeri
- Cyrtodactylus pageli
- Cyrtodactylus roesleri
- Echinosaura brachycephala
- Gehyra georgpotthasti
- Goniurosaurus catbaensis
- Hyperolius dintelmanni
- Lacertaspis chriswildi
- Leptosiaphos koutoui
- Lygosoma boehmei
- Mesalina saudiarabica
- Mochlus hinkeli
- Naja peroescobari
- Odontobatrachus arndti
- Odontobatrachus fouta
- Odontobatrachus smithi
- Odontobatrachus ziama
- Petropedetes euskircheni
- Petropedetes juliawurstnerae
- Petropedetes vulpiae
- Phrynobatrachus arcanus
- Phrynobatrachus mbabo
- Pristimantis lucidosignatus
- Pristimantis onorei
- Sclerophrys channingi
- Sphenomorphus tonkinensis
- Trachylepis makolowodei
- Trapelus boehmei
- Tropidophorus boehmei
- Uromastyx shobraki
- Uromastyx yemenensis
- Varanus bennetti
- Varanus colei
- Varanus lirungensis
- Varanus rainerguentheri
- Werneria iboundji
- Werneria submontana